# Ceppaloni
Ceppaloni község (comune) Olaszország Campania régiójában, Benevento megyében.

## Fekvése
A megye déli részén fekszik, 50 km-re északkeletre Nápolytól, 9 km-re délre a megyeszékhelytől. Határai: Altavilla Irpina, Apollosa, Arpaise, Chianche, Montesarchio, Roccabascerana, San Leucio del Sannio, San Nicola Manfredi és Sant’Angelo a Cupolo.

## Története
A település első említése a 9. századból származik, bár a történészek valószínűsítik, hogy az ókori római Via Aquilia egyik jelentős állomása lehetett. A következő századokban nemesi birtok volt. A 19. században nyerte el önállóságát, amikor a Nápolyi Királyságban felszámolták a feudalizmust.

## Népessége
A népesség számának alakulása:

## Főbb látnivalói
- San Nicola di Bari-templom
- San Giovanni Battista-templom
- Santa Maria Assunta-templom
- Santissima Annunziata-templom
- San Rosario-templom